# Lies Bakhuyzenlaan
Lies Bakhuyzenlaan is een straat in Amsterdam Nieuw-West.

## Geschiedenis
Het was hier eeuwenlang agrarische gebied. Ook toen het gebied binnen de gemeente Sloten kwam te liggen, kwam daar weinig verandering in. De landelijke gebieden werden doorsneden door de Sloterweg, met haar lintbebouwing, ook in de 21e eeuw de belangrijkste verkeersader.
Alhoewel gemeente Amsterdam Sloten in 1921 annexeerde, bleef het gebied grotendeels landelijk. Wel werd de dorpskern rondom genoemde weg van het dorp steeds groter en drukker. Ter plaatse kwam in 1955 hier op de plek van sportvelden en een boerderij het Tuinpark Verenigde Amateur Tuinders (VAT) te liggen, dat afkomstig was uit Slotervaart waar gebouwd werd aan de Maassluisstraat. Om vanaf de Sloterweg het tuinpark te kunnen bereiken liep er ten westen van Sloterweg 1267-1267-C (het gebouw staat haaks op de Sloterweg) een pad dat de bijnaam VAT-laantje kreeg. Het was een vrij nauw pad, want na de opening kwam er direct weer bebouwing. In de loop der jaren ontstond hier een groter gat in de bebouwing door de sloop van een garagebedrijf en ook de werkplaats van de tram Amsterdam-Sloten en soortgelijke gebouwtjes. In 2022 is er nog steeds nieuwe bebouwing gepland, maar vooralsnog ligt er een grasland aan de Sloterweg langs de laan. Ook de Sloter Kleuterschool, gevestigd in een houten gebouwtje aan het laantje, liet het leven in de vernieuwingsdrang.

## Lies Bakhuyzen
Om de grote invloed en expansie van Amsterdam in goede kanalen te leiden kreeg Sloten (en Oud-Osdorp) een dorpsraad. Lies Bakhuyzen was daar sinds 1972 lid van, toen ze met 850 uit 1316 stemmen verkozen jarenlang aan verbonden, later ook als secretaris. Lijsje Wilhelmina Bakhuyzen werd op 8 februari 1923 geboren als dochter van foeragehandelaar Willem Bakhuyzen en Ariaantje Leeuwenhoek en werd vernoemd naar haar oma. Het gezin woonde jarenlang aan de Sloterweg 1289 en 1291 in Sloten. Lies Bakhuijzen was diaken bij de Sloterkerk (Osdorperweg 28) en sociaal actief binnen de Johanniter Orde in Nederland, die geestelijk bijstand levert aan menden in nood. Ze was voorts lid van de Oranjevereniging en zette zich in voor het Rode Kruis (colonne Haarlemmermeer). Ze overleed op 13 juni 1997 en werd bijgezet in het graf van haar vader en moeder nabij de Sloterkerk. Tussen 1997 en 2000 vond het bestuur van Stadsdeel Osdorp haar werk reden om een laan naar haar te vernoemen, hetgeen op 20 december 2000 werd vastgelegd. Daarbij werd ze gedefinieerd tussen de Sloterweg en de Ringvaartdijk. Ze ligt grotendeels tussen genoemd tuincomplex en sportpark Sloten West.